# Èxode, de la batalla a la frontera
Èxode, de la batalla a la frontera és una pel·lícula catalana per a la televisió, de 2019, dirigida per Roman Parrado i amb guió d'Eduard Sola. El repartiment d'aquest film està encapçalat per Marcel Borràs, Roser Tapias i Joan Amargós, acompanyats per Òscar Muñoz, Marta Aguilar, Zoe Stein, Manuel Morón, Ivan Benet i Adrian Grösser. El telefilm va inaugurar el Zoom Festival de Ficció Televisiva i Formats el novembre de 2019, i es va emetre per la televisió pública catalana, en estrena, l'abril de 2020.
Narra una història situada en la fugida que tingué lloc a finals de la guerra civil, i també la història d'amor entre el Guillem (Marcel Borràs) i la Maria (Roser Tapias). Segons el director, es tracta de la continuació natural d'Ebre, del bressol a la batalla, considera que la pel·lícula és tant la història de la fugida física com el viatge interior que fan els personatges, i que s'interessa per la figura dels passadors i tot el tràfic de persones que hi va haver a la frontera, al Pirineu.

## Context històric
A finals de 1938, un cop acabada la batalla de l'Ebre, l'exèrcit republicà es trobava al llindar de la desfeta. Bona part de la població civil del bàndol republicà va iniciar el seu camí cap a França, i mica en mica els militars també s'hi van anar unint. Dia a dia el bàndol franquista guanyava terreny i la caiguda de la II República semblava imminent. Un total de més de 460.000 persones, format per dones, gent gran, infants i soldats van fugir massivament en direcció a la frontera francesa i van emprendre aquest viatge a la recerca d'una nova llar, deixant enrere les seves vides.

## Argument
Els protagonistes són Maria (Roser Tapias) i Guillem (Marcel Borràs), una mestra d'escola antibel·licista i un soldat supervivent de la batalla de l'Ebre que estan enamorats i fugen cap a França quan l'exèrcit franquista arriba al seu poble. Els acompanya un altre soldat republicà (Joan Amargós), desertor víctima de maltractament a l'exèrcit per la seva homosexualitat, i els empaita un escamot franquista amb un jove del seu poble enamorat de la Maria (Òscar Muñoz). Quan són interceptats pel bàndol nacional, el Guillem i la Maria s'hauran de separar, mantenint l'esperança d'una futura retrobada.

## Producció
La pel·lícula és una producció de Set Màgic Audiovisual en coproducció amb TV3 i amb la col·laboració d'Aragón TV, l'ICEC, MHM EBRO 1938 i el CECAAC. El rodatge va començar el 4 de març del 2019, i durant quatre setmanes es va rodar en diverses localitzacions de la geografia catalana: Sant Llorenç de Morunys, Prats i Sansor, Viliella, la Colònia Vidal (Puig-reig), Cerdanyola del Vallès (la masia de Can Catà, entre d'altres), el Pla de la Calma i el Montseny.